# Austrocordulia leonardi
Austrocordulia leonardi – gatunek ważki z rodziny Synthemistidae. Endemit Australii; występuje w południowo-wschodniej części kontynentu w stanie Nowa Południowa Walia.